# Christian Müller (Triathlet)
Christian Müller (* 21. Juni 1972 in Bühl) ist ein ehemaliger deutscher Radsportler, der später als Triathlet aktiv war.

## Werdegang

### Radsport 1987 bis 1992
Christian Müller fuhr von 1987 bis 1992 Radrennen für den RSV Falkenfels Bühlertal. Unter anderem gewann er das Bundesliga-Rennen der Junioren in Wiesbaden und startete für das Amateur-Bundesliga-Team Freiburg.

### Triathlon seit 2004
2004 begann er bei RSV Trio Bühlertal, der Triathlon-Abteilung des RSV Falkenfels mit dem Triathlon-Sport – zunächst auf der Kurzdistanz (1,5 km Schwimmen, 40 km Radfahren und 10 km Laufen).

### Langdistanz seit 2006
2006 startete er erstmals auf der Langdistanz (3,86 km Schwimmen, 180,2 km Radfahren und 42,195 km Laufen) und im Oktober 2007 belegte er bei seinem zweiten Start beim Ironman Hawaii (Weltmeisterschaft) den 83. Rang.
Christian Müller wurde 2009 beim Ironman auf Hawaii als schnellster Amateur in seiner Altersklasse Weltmeister auf der Langdistanz.
2010 belegte er beim Ironman Germany in Frankfurt ebenfalls als bester Amateur den elften Rang und gewann seine Altersklasse.
2011 gelang ihm beim Ironman Wales mit dem fünften Rang das erste Top-Ten-Finish in einem Ironman-Wettbewerb.

Er konnte dieses Ergebnis 2012 mit dem siebten Rang beim Ironman France in Nizza bestätigen.
Im Oktober 2012 wiederholte er den Erfolg und wurde schnellster Amateur beim Ironman in Kona/Hawaii. Dabei wurde er Weltmeister der Altersklasse 40-44 und blieb mit 8:54:17 Stunden zum ersten Mal in Hawaii unter der 9-Stunden-Marke.
Im Juli 2013 verpasste er nur knapp einen Podestplatz und wurde in Roth Vierter bei der Deutschen Meisterschaft auf der Triathlon-Langdistanz. 2013 konnte er auf Hawaii seine persönliche Bestzeit erneut verbessern und holte sich mit dem 20. Gesamtrang zum dritten Mal einen Amateur-Weltmeistertitel. 
Seit 2013 tritt er nicht mehr international in Erscheinung.
Christian Müller lebt mit seiner Frau in Pfinztal.

## Sportliche Erfolge
| Datum/Jahr    | Rang | Wettbewerb           | Austragungsort | Zeit     | Bemerkung                            |
| ------------- | ---- | -------------------- | -------------- | -------- | ------------------------------------ |
| 11. Aug. 2013 | 32   | Ironman 70.3 Germany | Wiesbaden      | 04:24:00 | Ironman 70.3-Vize-Europameister AK40 |
| 12. Aug. 2012 | 21   | Ironman 70.3 Germany | Wiesbaden      | 04:27:29 | Ironman 70.3-Europameister AK40-44   |
| 20. Mai 2012  | 26   | Ironman 70.3 Austria | St. Pölten     | 04:16:02 | 1. Rang AK 40-44                     |

| Datum/Jahr    | Rang | Wettbewerb                                       | Austragungsort | Zeit     | Bemerkung |
| ------------- | ---- | ------------------------------------------------ | -------------- | -------- | --- |
| 12. Okt. 2013 | 20   | Ironman Hawaii                                   | Hawaii         | 08:41:22 | Weltmeister in der Altersklasse M40-44, als zweitschnellster Amateur                                          |
| 14. Juli 2013 | 4    | DTU Deutsche Meisterschaft Triathlon Langdistanz | Roth           | 08:28:55 | als Zwölfter beim Challenge Roth bei der Deutschen Meisterschaft auf der Langdistanz; Deutscher Meister AK 40 |
| 13. Okt. 2012 | 24   | Ironman Hawaii                                   | Hawaii         | 08:54:17 | Weltmeister der Altersklasse M40-44                                                                           |
| 24. Juni 2012 | 7    | Ironman France                                   | Nizza          | 08:54:31 | |
| 11. Sep. 2011 | 5    | Ironman Wales                                    | Pembrokeshire  | 09:16:24 | |
| 4. Juli 2010  | 11   | Ironman Germany                                  | Frankfurt      | 08:39:55 | Sieger der Altersklasse M35-39                                                                                |
| 10. Okt. 2009 | 32   | Ironman Hawaii                                   | Hawaii         | 09:01:32 | Weltmeister der Altersklasse M35-39                                                                           |
| 5. Juli 2009  | 39   | Ironman Germany                                  | Frankfurt      | 09:09:10 | |
| 13. Okt. 2007 | 83   | Ironman Hawaii                                   | Hawaii         | 09:22:13 | |
| 1. Juli 2007  | 52   | Ironman Germany                                  | Frankfurt      | 09:14:29 | |
| 21. Okt. 2006 | 83   | Ironman Hawaii                                   | Hawaii         | 10:09:07 | |
| 23. Juli 2006 |      | Ironman Germany                                  | Frankfurt      | 09:53:12 | erster Ironman-Start                                                                                          |